# Ellenségek (film)
Az Ellenségek (eredeti cím: Hostiles) 2017-ben bemutatott amerikai westernfilm, melyet Scott Cooper írt és rendezett, Donald E. Stewart története alapján. A főbb szerepekben Christian Bale, Rosamund Pike, Wes Studi, Ben Foster, Stephen Lang, Jesse Plemons, Rory Cochrane, Adam Beach Jonathan Majors és Timothée Chalamet látható.
Világpremierje a Telluride Filmfesztiválon volt 2017. szeptember 2-án, majd 2017. december 22-én, korlátozott kiadásban mutatták be az Amerikai Egyesült Államokban, mielőtt 2018. január 26-án szélesebb körben megjelent volna. Magyarországon először a Sony Movie Channel kábelcsatorna sugározta szinkronizálva 2021. január 14-én.
Általánosságban pozitív értékeléseket kapott a kritikusoktól, és világszerte több, mint 35 millió dolláros bevételt termelt.

## Szereplők
| Szerep                     | Színész              | Magyar hang        |
| -------------------------- | -------------------- | ------------------ |
| Joseph J. Blocker százados | Christian Bale       | Fekete Ernő        |
| Rosalee Quaid              | Rosamund Pike        | Varga Gabriella    |
| Sárga Sólyom törzsfőnök    | Wes Studi            | indián nyelven     |
| Fekete Sólyom              | Adam Beach           | indián nyelven     |
| Rudy Kidder hadnagy        | Jesse Plemons        |                    |
| Thomas Metz őrmester       | Rory Cochrane        | Pál András         |
| Ross McCowan alezredes     | Peter Mullan         | Papp János         |
| Cyrus Lounde               | Scott Wilson         | Beregi Péter       |
| Tommy Thomas               | Paul Anderson        |                    |
| Philippe Dejardin          | Timothée Chalamet    | Miller Dávid       |
| Charles Wills őrmester     | Ben Foster           | Varga Gábor        |
| Abraham Biggs ezredes      | Stephen Lang         | Bognár Zsolt       |
| Royce Tolan százados       | John Benjamin Hickey | Sztarenki Pál      |
| Henry Woodson              | Jonathan Majors      | Nagy Dániel Viktor |
| Elk Woman                  | Q'orianka Kilcher    |                    |
| Living Woman               | Tanaya Beatty        |                    |
| Jeremiah Wilks             | Bill Camp            | Schneider Zoltán   |
| Wesley Quaid               | Scott Shepherd       |                    |
| Malloy őrnagy              | Ryan Bingham         |                    |
| Minnie McCowan             | Robyn Malcolm        |                    |
| Kis Medve                  | Xavier Horsechief    | indián nyelven     |

## A film készítése
A projektet 2016 februárjában jelentették be, Scott Cooper rendezésével és Christian Bale főszereplésével. Márciusban Rosamund Pike csatlakozott a filmhez és júliusban bejelentették a gyártás kezdeti időpontját. Áprilisban Jesse Plemons csatlakozott a stábhoz. Wes Studit és Adam Beach júliusban csatlakoztak a szereplőkhöz. Július közepén Timothée Chalamet is szerepet kapott a filmben.
A forgatás július végén kezdődött az új-mexikói Santa Féban. Ben Fostert a forgatás elején felvették a szereplők közé.

## Megjelenés
A film világpremierje a Telluride Filmfesztiválon volt, 2017. szeptember 2-án. A Torontói Nemzetközi Filmfesztiválon is bemutatták 2017. szeptember 10-én. Röviddel ezután az Entertainment Studios megszerezte az Amerikai Egyesült Államok terjesztési jogait a filmhez. Korlátozott kiadásban jelent meg 2017. december 22-én az Egyesült Államokban, majd egy hónappal később szélesebb körben mutatták be.

## Elismerések
| Díj                                  | Ünnep időpontja    | Kategória                     | Címzett(ek) és jelölt(ek) | Eredmény | Hivatkozás    |
| ------------------------------------ | ------------------ | ----------------------------- | ------------------------- | -------- | ------------- |
| San Diego-i Filmkritikusok Társasága | 2017. december 11. | Legjobb jelmeztervezés        | Jenny Eagan               | Jelölve  | [ 14 ]        |
| Szaturnusz-díj                       | 2018. június 27.   | Legjobb akció vagy kalandfilm | Ellenségek                | Jelölve  | [ 15 ] [ 16 ] |
| Szaturnusz-díj                       | 2018. június 27.   | Legjobb színésznő             | Rosamund Pike             | Jelölve  | [ 15 ] [ 16 ] |